# Chamaesaracha geohintonii
Chamaesaracha geohintonii är en potatisväxtart som beskrevs av Averett och B.L.Turner. Chamaesaracha geohintonii ingår i släktet Chamaesaracha och familjen potatisväxter. Inga underarter finns listade i Catalogue of Life.